# Charlton Vicento
Charlton Vicento (Zoetermeer, 1991. január 19. –) curaçaoi-holland labdarúgó, 2014 óta a holland élvonalbeli Willem II curaçaói válogatott középpályása.

## Pályafutása

### A válogatottban
A 2010-es U19-es labdarúgó-Európa-bajnokság selejtezőjében a holland U19-es válogatottban játszott. 
2014. szeptember 30-án meghívták a curaçaói válogatottba a 2014-es karibi kupa selejtezősorozatának második fordulója előtt. Először október 8-án lépett pályára Martinique ellen, és a mérkőzés utolsó perceiben egyenlítő gólt szerzett.

## Sikerei, díjai
Willem II
- Eerste Divisie (1): 2013–14